# Rhizanthera thilensis
Rhizanthera thilensis là một loài thực vật có hoa trong họ Lan. Loài này được (G. Keller & Jeanj.) Aver. miêu tả khoa học đầu tiên năm 1986.